# Batalla de Baidoa
La batalla de Baidoa se inició el 20 de diciembre de 2006, cuando las fuerzas del Gobierno Federal de Transición de Somalia, aliadas con las fuerzas etíopes atacaron avanzando contra la Unión de Cortes Islámicas (UCI) con fuerzas aliadas eritreas y muyahidines.
- Datos: Q3495636
- Multimedia: Battle of Baidoa / Q3495636